# تروي ساندرز
تروي ساندرز (بالإنجليزية: Troy Sanders)‏ هو موسيقي ومغني أمريكي، ولد في 8 سبتمبر 1973 في أتلانتا في الولايات المتحدة.

## وصلات خارجية
- تروي ساندرز على موقع ميوزك برينز (الإنجليزية)
- تروي ساندرز على موقع ديسكوغز (الإنجليزية)